# Фортепианка
Фортепианка (Фортепьянка, устар. Фортопианка, адыг. Пшэхъопс) — река в России, протекает в Майкопском районе Республики Адыгея. Длина реки — около 20 км. Площадь водосборного бассейна — 29,5 км².
Главный исток берёт начало на хребте, разделяющем административные границы Адыгеи и Краснодарского края, недалеко от трассы Краснооктябрьский — Апшеронск. Высота истока — 440 м над уровнем моря. Другие истоки берут начало со склона того же хребта и междуречья рек Лучка и долины самой реки. В среднем течении недалеко от реки находится посёлок Мирный. Общее направление течения реки — северо-восток. Впадает в реку Белая на границе города Майкоп (там находятся садовые участки). Высота устья — 180 м над уровнем моря.
Этимология названия реки не установлена. По мнению Туова Т. Г., русское название речка получила в честь музыкального инструмента. На карте Кубанской области 1902 года река указана как Фортопьянная.
На берегу этой реки, в пещере находили остатки первобытной стоянки Ашельской эпохи, а также предметы быта и орудия труда. Также в низовьях есть артезианские ключи и источник подземных минеральных вод.
Система водного объекта: Белая → Краснодарское водохранилище → Кубань → Азовское море.

## Данные водного реестра
По данным государственного водного реестра России, относится к Кубанскому бассейновому округу, водохозяйственный участок реки — Белая, речной подбассейн отсутствует. Речной бассейн реки — Кубань.
Код объекта в государственном водном реестре — 06020001112108100004731.